# Katseye
Katseye (pronunciat "cat's eye", /'katsai/; estilitzat en majúscules i amb la lletra K) és un grup musical femení amb seu a Los Angeles, Califòrnia. El grup està format per sis membres: Daniela, Manon, Sophia, Lara, Megan i Yoonchae. Amb les sis membres de diverses localitats mundials, com són les Filipines, Corea del Sud, Suïssa i els Estats Units, sovint es descriu a Katseye com un “grup de noies global”. La revista People les defineix com a "femenines, poderoses i úniques". Malgrat seguir les tendències sud-coreanes de roba, estètica, música i cultura ídol, encara existeixen debats de sobre si haurien de pertànyer al gènere del k-pop.
Katseye es va formar a través del reality show del 2023 Dream Academy, una col·laboració entre la companyia discogràfica sud-coreana Hybe Corporation i l'estatunidenca Geffen Records. Van debutar el juny de 2024 amb el senzill "Debut", seguit pel seu senzill estrella "Touch". Van publicar el seu primer EP, SIS (Soft Is Strong), més tard aquell mateix any. L'abril de 2025 van llançar "Gnarly", que, tot i rebre reaccions diverses en el moment del llançament, va valer al grup la seva primera entrada al Billboard Hot 100. El seu segon EP, Beautiful Chaos, es va estrenar el passat 27 de juny de 2025.

## Nom

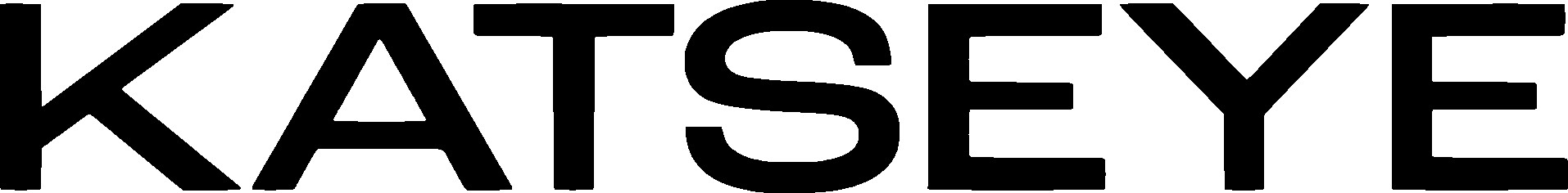
Logotip utilitzat abans del debut.

En una entrevista amb InStyle, la líder del grup, Sophia, va explicar que el nom del grup es va inspirar en la pedra preciosa crisoberil, coneguda popularment com a ull de gat. La capacitat de la pedra preciosa per reflectir diferents colors en diversos angles va ser escollida per representar les diverses personalitats, talents i orígens multinacionals dels membres. El nom del grup originalment havia de ser "Catseye", però durant una entrevista amb LA Radio 102.7 KIIS FM, Daniela va revelar que Lara va suggerir canviar l'ortografia a "Katseye" i el grup finalment hi va estar d'acord, dient que la nova ortografia "quedava més guai".

## Història

### Activitats i formació prèvies al debut
Katseye es va formar el 2023 a través del reality The Debut: Dream Academy, una col·laboració entre HYBE Corporation i Geffen Records per seleccionar un grup global seguint el model i entrenament dels idols de K‑pop. Després d’unes 120.000 persones inscrites es va escollir un grup final de 20 aspirants, i d’aquests van sortir les sis membres actuals.
El concurs, que es va estrenar el 19 d'agost de 2023, va concloure el 18 de novembre, amb Sophia Laforteza, Lara Rajagopalan, Yoonchae Jeung, Megan Skiendiel, Daniela Avanzini i Manon Bannerman seleccionades per formar el grup femení Katseye.

### 2024–present:SIS (Soft Is Strong)iPop Star Academy: Katseye
La formació i la preparació de Katseye per al seu EP de debut es van serialitzar al documental Pop Star Academy: Katseye, que es va estrenar el 21 d'agost de 2024. Distribuït per Netflix, el documental va ser dirigit per Nadia Hallgren.
El llançament del primer EP del grup estava previst per a l'agost de 2024, després del llançament de dos senzills al juny i al juliol. Per a l'EP, Katseye va col·laborar amb diversos compositors i productors, com ara Ryan Tedder i Omer Fedi. El primer dels dos senzills de l'EP, “Debut”, es va publicar el 28 de juny, amb un videoclip filmat a Medellín, Colòmbia, dirigit per Gregory Ohrel. El senzill és una cançó pop optimista que explora temes de confiança i germanor en referència al vincle entre les membres com a grup. Comercialment va tenir una resposta tèbia, ja que el videoclip del senzill va rebre 2,33 milions de visualitzacions en tres dies, un fet inferior a l'audiència dels llançaments musicals d'artistes coreans en un període de temps similar.
El segon senzill, “Touch”, va ser publicat el 26 de juliol. La melòdica pista de bateria i baix R&B tracta la “complexitat de l'amor” i es desvia del so de “Debut”, emfatitzant les veus dels membres. El senzill va aconseguir el número 22 de la llista Billboard Bubbling Under Hot 100 i va entrar a la llista Billboard Philippines Hot 100. “Touch" va aconseguir més èxit després que la seva coreografia es fes viral com a repte de ball a la plataforma de vídeos TikTok el setembre de 2024.

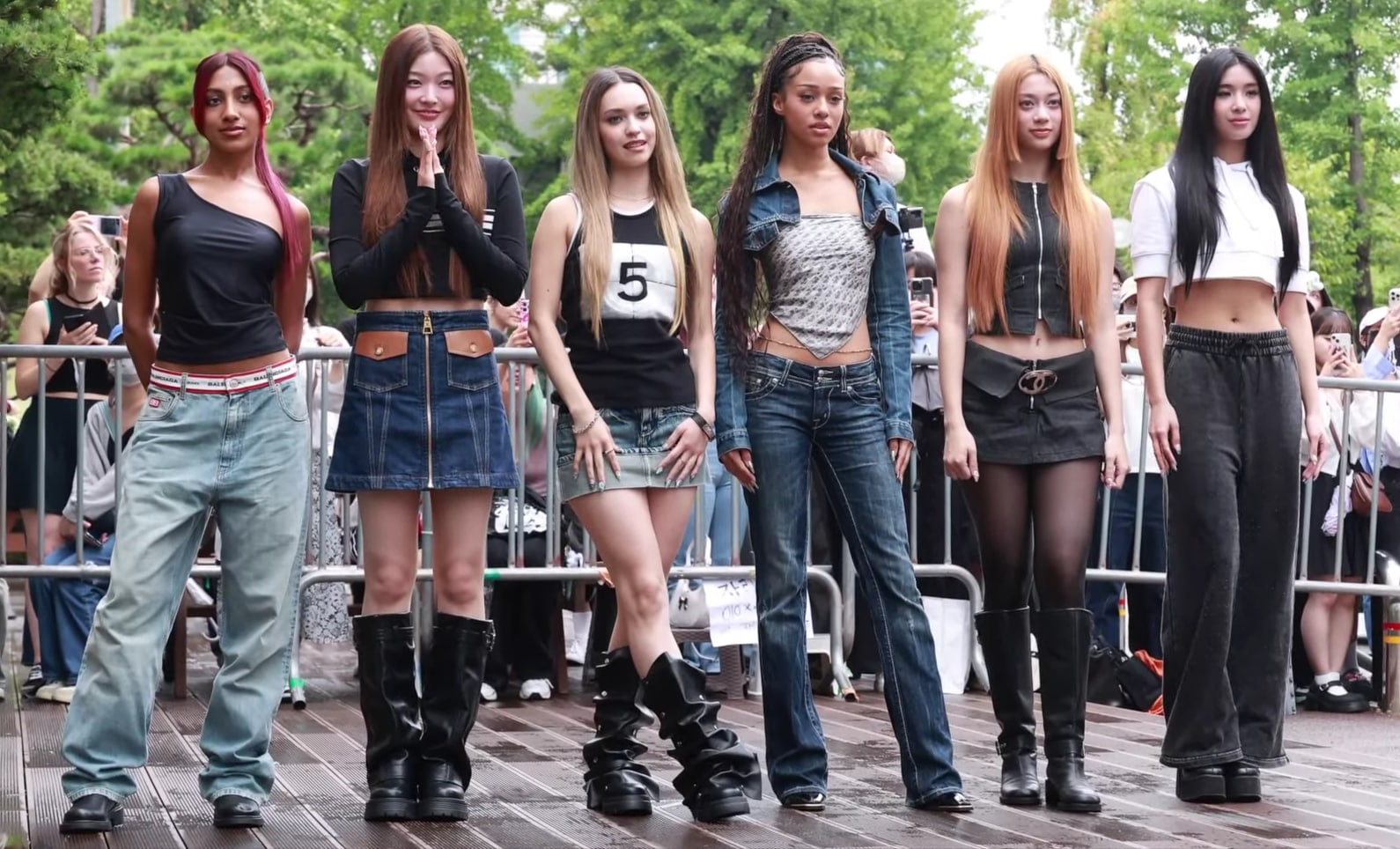
Katseye al setembre de 2024.

L'EP complet, titulat SIS (Soft Is Strong), (“tou és dur”) es va publicar el 16 d'agost. Amb cinc cançons, l'EP va debutar al número 119 del Billboard 200, i Katseye va arribar al capdamunt de la llista d'artistes emergents. Per promocionar l'EP, el grup va emprendre una gira asiàtica, que va començar a Seül, Corea del Sud, el 12 de setembre.
El dia 30 d'abril de 2025, Katseye va publicar un nou senzill, "Gnarly", per promocionar el seu segon EP, Beautiful Chaos, previst pel 27 de juny del mateix any. Inclou temes com “Gabriela” i “Gameboy”, i va entrar al top deu en diversos països com EUA, Corea i Bèlgica. Gnarly també va esdevenir viral a les xarxes gràcies a la seva característica coreografia i so innovadors.

## Membres
Adaptat del lloc web oficial de Katseye:
- Manon (nascuda a Suïssa)
- Sofia – líder (nascuda a les Filipines)[29]
- Daniela (nascuda a Atlanta, als Estats Units, però d'ascendència veneçolana-cubana)
- Lara (nascuda a Los Angeles, d'ascendència indi)
- Megan (nascuda a Honolulu, Hawaii, d'ascendència japonesa‑singapuresa)
- Yoonchae (nascuda a Seül, Corea del Sud)

## Discografia

### EPs
- SIS (Soft is Strong): 16 d'agost del 2024. Senzills: Touch.
- Beautiful Chaos: 27 de juny del 2025. Senzills: Gnarly, Gabriela, Game Boy.